# Astiphromma elongatum
Astiphromma elongatum är en stekelart som beskrevs av Nakanishi 1969. Astiphromma elongatum ingår i släktet Astiphromma och familjen brokparasitsteklar. Inga underarter finns listade.